# Twents
Twents ist ein niedersächsischer Dialekt und wird von den Einwohnern der Region Twente in der niederländischen Provinz Overijssel gesprochen. Das Niedersächsische ist in den Niederlanden neben Limburgisch und Friesisch im Rahmen der Europäischen Charta der Regional- oder Minderheitensprachen offiziell anerkannt. Twents wird überall in der Twente gesprochen, aufgrund des Dialektkontinuums gibt es in der Region bzw. von Ort zu Ort einige Unterschiede, sowohl in der Aussprache als auch im Vokabular. Im Wortschatz weist Twents viele Lehnwörter aus dem Niederländischen auf, und geschrieben wird es nach den Gepflogenheiten der niederländischen Orthographie, denn die nichtregulierte Schreibsprache in der Region ist schon früher eher Mittelniederländisch (Gebiet der Niederlande) als Mittelniederdeutsch gewesen. Daher unterscheiden sich im westfälischen Twents geschriebene Texte erkennbar von den Texten der grenznahen westfälischen bzw. niedersächsischen Dialekte in Nordwestdeutschland, aber nicht in der Aussprache. 
Das Van Deinse Institut in Enschede, das seit 2006 zum Museum TwentseWelle gehört, beschäftigt sich mit der Kultur in der Region Twente, der Volkskunde, der Kulturgeschichte und vor allem mit der Regionalsprache.